# 75 mm haubica 75/18 Modello 35
Obice da 75/18 modello 35 – włoska haubica kalibru 75 mm skonstruowana w okresie międzywojennym.
W połowie lat 30. XX wieku do uzbrojenia włoskiej piechoty górskiej wprowadzono działo górskie Obice da 75/18 modello 34. Po rozpoczęciu dostaw tego działa zdecydowano się na opracowanie jego wersji przeznaczonej dla artylerii polowej. Miała ona nowe łoże wyposażone w tarczę pancerną. Powstała także wersja haubicy montowana w dziale pancernym Semovente da 75/18.
Haubica modello 35 została skierowana do masowej produkcji, ale podobnie jak w przypadku innych dział produkcja nie zaspakajała potrzeb armii. Mimo to sytuacja gospodarcza Włoch sprawiła, że duże partie haubic modello 35 zostały wyeksportowane w zamian za dostawy surowców strategicznych do Portugalii i krajów Ameryki Południowej. Po kapitulacji Włoch w 1943 haubice tego typu pod oznaczeniem 7,5 cm leFH 255(i) znalazły się także na uzbrojeniu jednostek niemieckich walczących na terenie Włoch.